# Antônio Carlos Santos
Antônio Carlos Santos (Río de Janeiro, Brasil, 8 de junio de 1964) es un exfutbolista brasileño que se desempeñó como mediocampista ofensivo. Su consolidación la logró en el Club América, equipo con el que conquistó 8 títulos oficiales, además de obtener el Balón de Oro en la temporada 1987-88.

## Trayectoria
Llegó al fútbol mexicano en el año 1987 para el Club América, procedente del equipo Mogi Mirim de Brasil. Desde su llegada mostró clase, calidad y sobre todo visión del medio campo. Fue campeón de Liga en la Primera División con el América, en dos ocasiones. Tras un breve paso con el Oporto de Portugal, regresó a México de nuevo con el América. Salió de este club en situaciones no muy claras y fue transferido a los Tigres de la Universidad Autónoma de Nuevo León para la temporada 1994-95.
Inolvidable la actuación que tuvo en un partido amistoso internacional contra el PSV Eindhoven de Holanda, cuando jugando en el Estadio Azteca, complicó a la defensa holandesa capitaneada por Ronald Koeman, el cual posteriormente sería bastión de la defensa del Barcelona F. C. y uno de los integrantes del Dream Team culé.

## Estadísticas

### Clubes
| Club                | País     | Año       |
| ------------------- | -------- | --------- |
| Fluminense          | Brasil   | 1979-1985 |
| Botafogo            | Brasil   | 1985-1987 |
| Mogi Mirim          | Brasil   | 1987      |
| América             | México   | 1987-1992 |
| Oporto              | Portugal | 1992      |
| América             | México   | 1993-1994 |
| Tigres              | México   | 1994-1995 |
| Veracruz            | México   | 1995-1996 |
| Sanfrecce Hiroshima | Japón    | 1996-1997 |
| Santos Laguna       | México   | 1998      |
| Morelia             | México   | 1999      |
| Atlante             | México   | 1999      |
| Lobos UAP           | México   | 2000      |

## Palmarés

### Campeonatos nacionales
| Título               | Club    | País   | Año     |
| -------------------- | ------- | ------ | ------- |
| Primera División     | América | México | 1987-88 |
| Campeón de Campeones | América | México | 1987-88 |
| Primera División     | América | México | 1988-89 |
| Campeón de Campeones | América | México | 1988-89 |

### Campeonatos internacionales
| Título              | Club    | País   | Año   |
| ------------------- | ------- | ------ | ----- |
| Liga de Campeones   | América | México | 1987  |
| Liga de Campeones   | América | México | 1990  |
| Copa Interamericana | América | México | 1991  |
| Liga de Campeones   | América | México | 1992* |

*Integró el plantel la mayor parte de la competencia e incluso anotó, pero no formaba parte del equipo al momento de coronarse el 5 de enero de 1993.

### Distinciones individuales
| Distinción                                           | Año     |
| ---------------------------------------------------- | ------- |
| Balón de Oro                                         | 1987-88 |
| Mediocampista histórico del América en su Centenario | 2016    |